# アレキサンダー・アラン・シャンド
アレキサンダー・アラン・シャンド（英語: Alexander Allan Shand、1844年（天保15年）2月11日 - 1930年（昭和5年）4月12日）は、イギリス出身のお雇い外国人、銀行家。
『銀行簿記精法』の原著者として知られ、銀行実務の教習に尽力した。

## 生涯

### 来日まで
シャンドは来日するまでの明確な情報が少ないが、生年は1844年（天保15年）であり、生まれはスコットランドのアバディーンシャー、外科医の父を持つ、名家の生まれとされている。
学歴や職歴も不明だが、おそらくは10代の頃から銀行で実務経験を積んだと考えられている。
1866年にシャンドはチャータード・マーカンタイル銀行横浜支店の支店長代理として勤めていた。
当時10代の高橋是清は英語を学ぶため同行でボーイとして働いており、一時期シャンドの身の回りの世話をしていたという。

### お雇い外国人
大蔵省は1872年（明治5年）に発布された国立銀行条例に対応するため、国立銀行を設立し銀行簿記の仕組みを統一する必要性に迫られていた。
そこで、同年7月に欧米の銀行実務に精通したシャンドを紙幣寮附属書記官として登用した。
翌1873年（明治6年）12月、シャンドが原著者となる『銀行簿記精法』が刊行された。
同書はシャンドが英文で著したものを大蔵省内で翻訳したもので、日本ではじめての日本語による複式簿記の書とされている。
同書の執筆中、シャンドは創立間もない第一国立銀行に招かれ、銀行簿記や会計の技術を伝達した。
同行の総監の立場にあった渋沢栄一もシャンドから銀行実務の教えを受けた。
同年8月、シャンドの長男が避暑地の箱根で急逝したことでシャンド自身も体調を崩し、同年10月に一時帰国する。
翌年10月に再来日し、紙幣寮外国書記官兼顧問長として復職した。
1874年（明治7年）11月に小野組が経営破綻した影響で第一国立銀行が経営危機に瀕したことを受け、大蔵省は国立銀行の会計監査の実施を決めた。
翌1875年（明治8年）、シャンドは第一国立銀行の検査に派遣され、日本ではじめての銀行検査を実施した。
渋沢栄一はのちにシャンドによる検査を「今考へて見ると私は大変利益があつたと思ふ、成程あゝ云ふ覚悟でなければ銀行者はいけない」と述懐し、
検査による利益があったとしている。
1877年（明治10年）2月にシャンドは大蔵省を退職し帰国した。
同年1月の紙幣寮改革による解職、または西南戦争における経費節約による解雇との記述も見られる。

### 帰国後
シャンドは帰国翌年の1878年（明治11年）にロンドンのアライアンス銀行に入行した。
のちに同行はパース銀行に吸収、シャンドは1902年（明治35年）にパース銀行ロンドン支店の支店長に就任した。
1898年（明治31年）、日露戦争の戦費調達のため渡英した高橋是清は、旧知のシャンドから外債募集の可能性について意見を聞き、金融関係者の紹介を受けた。
是清は日露戦争が開戦した1904年（明治37年）に外債募集のため再び渡英、シャンドは外債の引き受けを躊躇する銀行幹部を説得し、パース銀行は多額の外債を引き受けた。
また、シャンドの斡旋によりクーン・ローブ商会のジェイコブ・シフが外債の引き受けに興味を示し、起債総額の半分を引き受けることになった。
シャンドは1908年（明治41年）にパース銀行ロンドン支店長を辞職し、1918年（大正7年）に同行がウェストミンスター銀行に合併されるまで取締役を務めた。
パース銀行を退いたシャンドはチャッドリーに隠遁した。
1930年（昭和5年）4月12日、パークストーンにて死去。86歳没。
シャンドの墓はブルックウッドの墓地にある。
シャンド死去の報を受けた渋沢栄一・高橋是清とその関係者らは丁重な弔辞を送った。
2008年（平成20年）、シャンドの長男が埋葬された箱根町の萬福寺の一角に、シャンドの顕彰碑が建造された。

## 栄典
- 1902年（明治35年）2月 - 勲四等旭日小綬章[21]
- 1904年（明治37年）7月 - 勲三等瑞宝章[21]
- 1906年（明治39年）3月 - 勲三等旭日中綬章。外債募集に尽力した功績による[22]
- 1908年（明治41年）12月 - 勲二等瑞宝章[23]

## 著作
- 『銀行簿記精法』（全5巻）芳川顕正 督纂、海老原済・梅浦精一 訳、大蔵省、1873年12月[24][25]
- 『銀行大意』 藤田静・田中元三郎 訳、大蔵省、1877年[26]
- 「日本国立銀行事務取扱方」『銀行雑誌』、大蔵省、1877年2月 - 1878年9月（連載）[6][7]